# بدو الرييدة (غيل بن يمين)
'

تعديل مصدري - تعديل

بدو الرييدة هي إحدى قرى عزلة غيل بن يمين بمديرية غيل بن يمين التابعة لمحافظة حضرموت، بلغ تعداد سكانها 159 نسمة حسب تعداد اليمن لعام 2004.